# Coniothyrium equiseti
Coniothyrium equiseti är en svampart som beskrevs av Lambotte och François Fautrey 1896. 
Coniothyrium equiseti ingår i släktet Coniothyrium och familjen Leptosphaeriaceae. Inga underarter finns listade i Catalogue of Life.